# إليزه لينكولن بيندكت
إليزه لينكولن بيندكت (بالإنجليزية: Elsie Lincoln Benedict)‏ هي عالمة نفس أمريكية، ولدت في 2 نوفمبر 1885 في أوزبورن في الولايات المتحدة، وتوفيت في 5 فبراير 1970 في سان فرانسيسكو في الولايات المتحدة.